# 赤頭 (妖怪)
赤頭，日本鸟取县的怪谈，高知縣的妖怪，一種愛跟人比試的小孩妖怪。
從前有個力氣很大的人，有天他看見一個小孩徒手把五寸釘給插入柱子裡，又拔出來，如此反覆好幾次，他驚疑的照著小孩的方法做，卻發現用二隻手也插不進柱子裡。